# Hirtella cowanii
Hirtella cowanii är en tvåhjärtbladig växtart som beskrevs av Ghillean `Iain' Tolmie Prance och Bassett Maguire. Hirtella cowanii ingår i släktet Hirtella och familjen Chrysobalanaceae. Inga underarter finns listade i Catalogue of Life.